# Enid A. Haupt

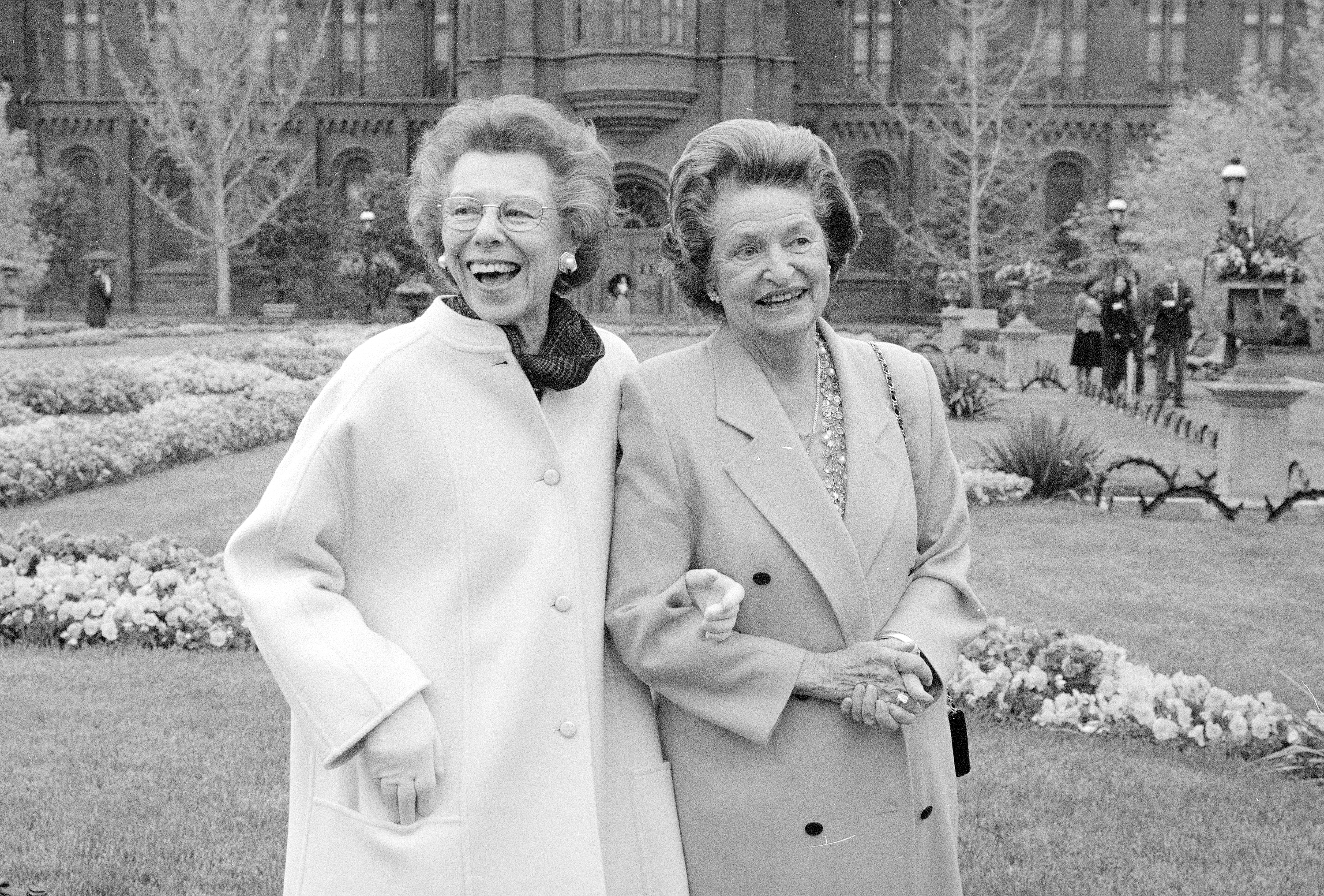
Enid Haupt (links) mit Lady Bird Johnson (1988)

Enid Annenberg Haupt (* 13. Mai 1906 in Chicago; † 26. Oktober 2005 in New York) war eine US-amerikanische Philanthropin, die unter anderem den botanischen Garten in New York förderte.
Sie spendete über 140 Millionen Dollar für wohltätige Zwecke.